# كينسوكي ناغاي
كينسك ناغاي (永 井 謙 佑) ولد في 5 مارس 1989 ،هو لاعب كرة قدم ياباني، يلعب حالياً لدوري الدرجة (J. 1) لنادي ناغويا غرامبوس.

## روابط خارجية
1. ↑  "معلومات عن كينسوكي ناغاي على موقع transfermarkt.com". transfermarkt.com. مؤرشف من الأصل في 2020-03-31.
2. ↑  "معلومات عن كينسوكي ناغاي على موقع scoresway.com". scoresway.com. مؤرشف من الأصل في 2018-02-26.
3. ↑  "معلومات عن كينسوكي ناغاي على موقع static.fifa.com". static.fifa.com. مؤرشف من الأصل في 2019-04-08.

- Kensuke Nagai at ناغويا غرامبوس official site
- كينسوكي ناغاي على موقع الاتحاد الدولي (مؤرشف)  (الإنجليزية)
- كينسوكي ناغاي على موقع رابطة كرة القدم اليابانية للمحترفين (اليابانية)
- كينسوكي ناغاي على موقع إي إس بي إن إف سي (الإنجليزية)
- كينسوكي ناغاي على موقع قاعدة بيانات كرة القدم.إي يو (الإنجليزية)
- كينسوكي ناغاي على موقع ناشيونال فوتبول تيمز (الإنجليزية)
- كينسوكي ناغاي على موقع Soccerbase.com (لاعب) (الإنجليزية)
- كينسوكي ناغاي على موقع Soccerway.com (الإنجليزية)
- كينسوكي ناغاي على موقع عالم كرة القدم.نت (الإنجليزية)
- كينسوكي ناغاي على موقع أوليمبيديا (الإنجليزية)
- Kensuke Nagai نسخة محفوظة 30 أغسطس 2019 على موقع واي باك مشين. at Yahoo! Japan sports